# Зени (буква)
Зени (ზ, груз. ზენი) — седьмая буква грузинского алфавита.

## Использование
В грузинском языке обозначает звук [z]. Числовое значение в изопсефии — 7 (семь).
Также используется в грузинском варианте лазского алфавита, используемом в Грузии. В латинице, используемой в Турции, ей соответствует z.
Ранее использовалась в абхазском (1937—1954) и осетинском (1938—1954) алфавитах на основе грузинского письма, после их перевода на кириллицу в обоих случаях была заменена на з.
Во всех системах романизации грузинского письма передаётся как z. В грузинском шрифте Брайля букве соответствует символ ⠵ (U+2835).

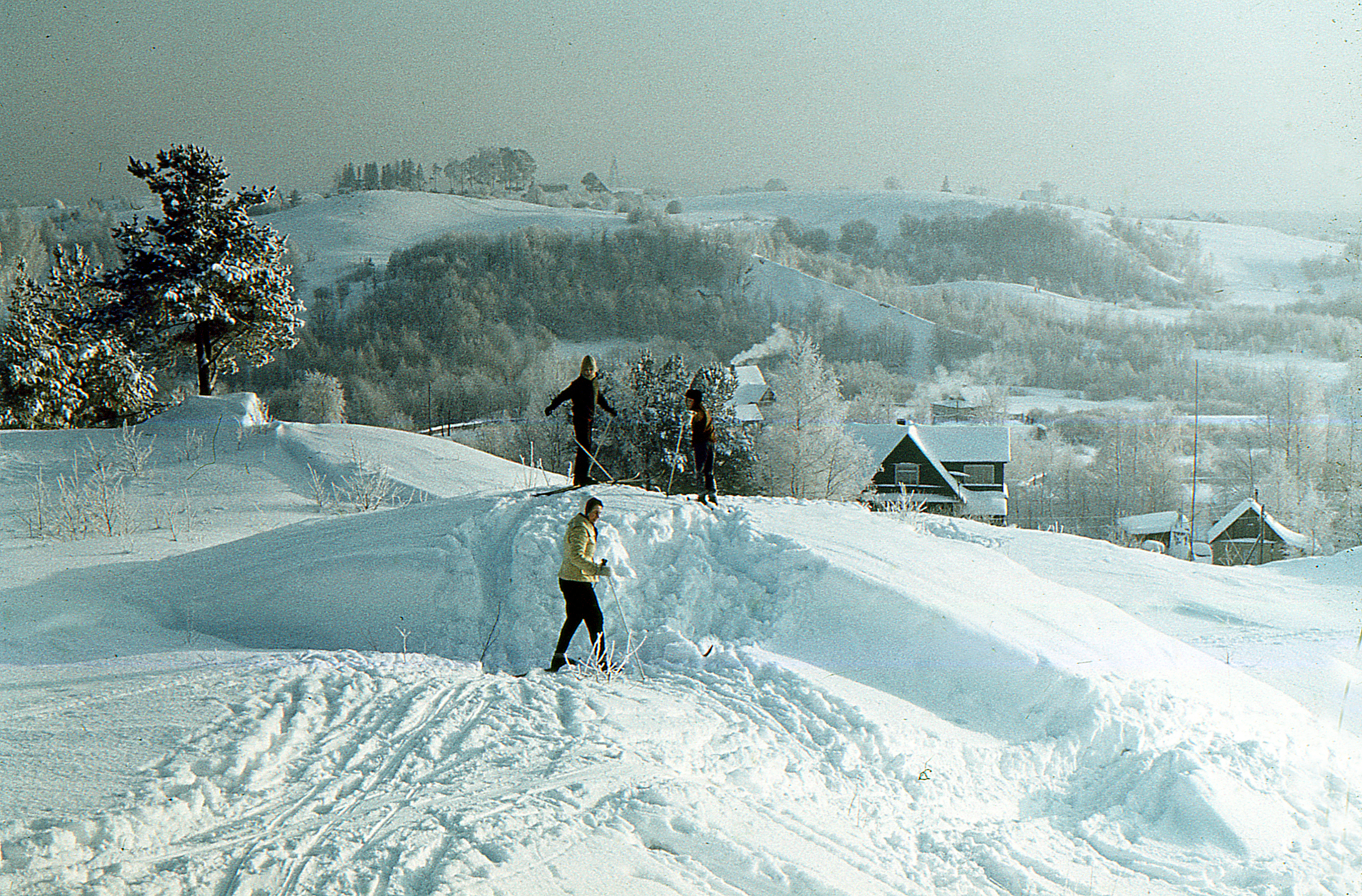
ზამთარი (замтари) — Зима
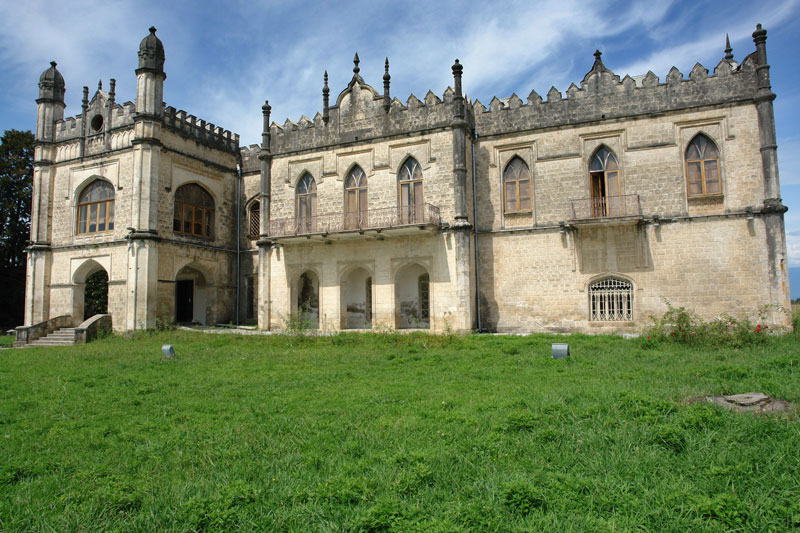
ზუგდიდი (Зугдиди) — город в Грузии

## Написание
| Асомтаврули | Нусхури | Мхедрули |
| ----------- | ------- | -------- |
|             |         |          |

## Кодировка
Зени асомтаврули и зени мхедрули включены в стандарт Юникод начиная с самой первой его версии (1.0.0) в блоке «Грузинское письмо» (англ. Georgian) под шестнадцатеричными кодами U+10A6 и U+10D6 соответственно.
Зени нусхури была добавлена в Юникод в версии 4.1 в блок «Дополнение к грузинскому письму» (англ. Georgian Supplement) под шестнадцатеричным кодом U+2D06; до этого она была унифицирована с зени мхедрули.
Зени мтаврули была включена в Юникод в версии 11.0 в блок «Расширенное грузинское письмо» (англ. Georgian Extended) под шестнадцатеричным кодом U+1C96.